# Alakol (distrito)
Alakol (em cazaque:  Алакөл ауданы, Alakól aýdany) é um distrito da Almaty (região) no Cazaquistão. O centro administrativo do distrito é a vila de Usharal. População: 70,427 (2013 estimativa); 69,398 (Resultados do Censo 2009); 79,773 (Resultados do Censo de 1999).
A Usina Hidrelétrica de Tunkuruz está localizada no distrito. 

## Geografia
O distrito está localizado na Depressão Ballkhash-Alakol. Partes da sua fronteira oriental (onde as fronteiras do distrito na Região do Leste do Cazaquistão) atravessam a cadeia de lagos - Lagos Sasykkol, Koshkarkol, Alakol, e Zhalanashkol. Não há rios importantes no distrito; o relativamente pequeno Rio Tentek, que flui em direção ao Lago Sasykkol, mas o atinge apenas intermitentemente, é o maior deles.